# アリゾナ・サンシャイン
『アリゾナ・サンシャイン』（Arizona Sunshine）は、2016年12月6日に発売されたバーチャル・リアリティ（VR）専用ゲームである。
ゾンビのはびこる世界を舞台としたファーストパーソン・シューティングゲームである本作は、バーチャル・リアリティヘッドセットのHTC Vive、Oculus Rift、Oculus Quest、Valve Index、PlayStation VRに対応している。また、本作の発売後には本作の前日譚となる追加ダウンロードコンテンツ（DLC）『デッド・マンDLC』（Dead Man DLC、2018年）と『フリー・ダムDLC』（The Damned DLC、2019年）も発売された。

## ゲームプレイ
本作はモーションコントローラーが必要であり、コントローラーは、仮想の銃を操作したり、プレイヤーのインベントリや周辺環境とやり取りしたりするために使用される。プレイヤーは両手に銃を持ち歩くことができ、さらに2つの銃器をホルスターに入れた状態で、腰の両側に一つずつ持っていくことができる。本作はルームスケールのトラッキングをサポートしている。ゲームのオリジナルバージョンでは、長距離を移動するにはコントローラーをポイントして適切なボタンを押してテレポートしなければならなかったが、2017年1月のアップデートにより、人工移動（自由に歩き回る）がオプションとして利用可能になった。
本作には、プレイヤーが環境を探索して必要な道具を見つけて進むキャンペーンと、プレイヤーが小さなキャンプ場に閉じ込められ、次第に難易度が上昇していくウェーブ式のゾンビの襲撃から生き残ろうとするホードモードがある。ゾンビ自体はプレイヤーが選択した難易度に応じて出現し、高難易度ではゾンビの数が増え、「防護具」（例：オートバイのヘルメット、軍服など）を付けた頑丈なゾンビの出現頻度も増加する。キャンペーンモードとホードモードはどちらも、シングルプレイヤーモードとマルチプレイヤーモードでプレイできる。
キャンペーン中、プレイヤーは比較的簡単に殺せるゾンビの小集団に常に遭遇する。しかし、ストーリーを進めるために必要な特定のオブジェクトを拾うなどの特定のプレイヤーの行動により、ゾンビの大群が発生し、プレイヤーは武器や周囲の環境を利用して自分の身を守らなければならない。

## プロット
無名の主人公（声：横田和輝）は、アリゾナ川の谷間にある洞窟で目を覚ます。洞窟から出て遭遇したゾンビを殺しつつ周囲を探索する中、主人公はラジオを発見する。ラジオのスイッチを入れると多くの雑音の中から人間の声のような音が聞こえてくる。信号の発信元を探していた主人公は、より信号の強い別のラジオを見つけ、その信号が軍によって強化された製油所から送信されたものであると結論付ける。主人公は製油所へ行くが、そこは既にゾンビに蹂躙されており、怒りのあまりゾンビを皆殺しにする。
製油所の安全な部屋で一晩過ごした後、主人公はあてもなく歩き続ける。そこで主人公は別のラジオを見つけ、その信号がアリゾナの「サンシャイン」と呼ばれる町から送信されていることに気づく。主人公は町を目指して進み、ようやくラジオ局に到着するが、局内には生存者は誰もおらず、信号が自動的に送信されていただけだった。主人公がラジオ局のマイクに向かって悔しさを叫ぶと、外で待つようにという返答が来る。外に出た主人公はゾンビの大群の襲撃に耐えた後、ヘリコプターによって救助される。

## 反響

### 評価
本作のPC版は好評を博した一方、PlayStation 4版は賛否両論だった。Metacriticでは、PC版は81/100のスコア（5件のレビューに基づく）、PlayStation 4版は63/100のスコア（31件のレビューに基づく）を獲得している。
ライターの山川純がIGNに寄せたPS VR版のレビュー記事によると、PS VR版に先駆けて配信されていたPC版の日本語音声に問題があったとされており、山川自身も記事の中でPC版の日本語音声に問題があったことを認めている。山川はPS VR版でその問題は解決されたとしつつも、字幕の調整が不十分であり、手抜き感が否めなかったとしている。
山川はシステム面について、ゾンビの動きに緩急があるのでなかなかの緊張感だとしつつも、しばらく遊ぶうちに単調さが目立ってくると指摘している。
また、山川はグラフィックの質についても指摘を寄せており、「アリゾナの照りつける日差しも『もっと眩しいと思うぐらいギラついてても全然いいのに』と感じてしまう程度の普通の天候なのも惜しい。」と述べている。

### ランキング
本作はSteamの年間ゲーム売上ランキング（VR部門）でプラチナ（上位12位）入りを果たした。

### Core i7独占騒動
ゲームの発売後まもなく、Vertigo Gamesとintelの間で結ばれた契約により、プレイヤーは本作の一部の未告知の機能がIntel Core i7 CPUを搭載したシステムでのみ利用可能であることを発見した。PC Gamerは、このハードウェアロックアウトはコンピュータゲームでは「前例がない」としている。ファンが懸念を表明した後、開発元のVertigo Gamesは制限モードが2017年3月に全プレイヤーが利用できるようになると発表した。ロックアウトはプレイヤーコミュニティから大きな否定的な反発を引き起こし、Vertigo Gamesはロックアウトが発見された翌日に全プレイヤーに機能のロックを解除した。